# Aharon Abraham Kabak
Aharon Abraham Kabak, oppure Aharon Avraham Kabak (Smorgon, 29 dicembre 1880 – Gerusalemme, 18 novembre 1944), è stato uno scrittore lituano di origine ebraica, autore di romanzi in lingua ebraica e in lingua yiddish.

## Biografia
Kabak nacque a Smorgon, in provincia di Vilnius, a quei tempi sotto il governo dell'Impero zarista, si trasferì per studiare in Turchia, in Francia, in Germania (dal 1914 all'Università di Berlino) e in Svizzera, dove seguì il suo percorso di studi nelle Università di Ginevra e di Losanna e si laureò in lettere e filosofia con una tesi su Lev Tolstoj.
Kabak lavorò come insegnante sia in Svizzera sia in Palestina a Gerusalemme (dal 1921) presso il Gymnasium Rehavia, e come corrispondente per la stampa ebraica a Costantinopoli nel 1906.
Durante la sua prima fase letteraria Kabak si contraddistinse per le profonde analisi psicologiche dei personaggi e per le profonde osservazioni degli ambienti sociali, intrise di sentimenti come l'amore e la sofferenza.
Kabak esordì con il romanzo Levaddah (Per se stessa, 1905), considerato una delle prime opere sioniste della letteratura ebraica, a cui seguì nel 1912 Daniel Shafranov; in entrambe le opere il filo conduttore è il tema del sacrificio per la causa ebraica.
In Ahava (Amore, 1914) Kabak narrò la vita quotidiana degli ebrei in Svizzera, invece Niẓẓaḥon (Vittoria, 1923) è ambientato in Germania alla vigilia della prima guerra mondiale.
Successivamente Kabak si dedicò allo studio storico della società ebraica in un lasso di tempo che va dall'epoca di Gesù (Bamish'ol hatzar, Il sentiero stretto, 1938), al  Rinascimento ebraico (Shlomo Molcho, 1928-1930) fino alla prima guerra mondiale (Ben yam uven midbar, Tra il mare e il deserto, 1933). Dal 1930 Kabak aderì all'ebraismo ortodosso.
Queste opere storico-realistiche furono incentrate sull'indagine psicologica del protagonista, oltreché sulle descrizioni paesaggistiche, di vita quotidiana, di usi e costumi dell'epoca. Ad esempio il paesaggio dolce della Galilea rispecchia e interpreta le figure spirituali di Molcho e di Gesù; invece il paesaggio tormentato della Giudea rappresenta l'impegno e la perseveranza dei coloni sionisti.
Negli ultimi anni di vita Kabak si impegnò alla stesura di un ciclo di romanzi (tre pubblicazioni) dedicati alla vita ebraica. Questo progetto, che prevedeva dieci volumi, rimase incompiuto a causa della morte dell'autore, avvenuta nel 1944. Le tre opere furono ambientate nella Russia del XIX secolo (Be-Halal ha-Reik, Lo spazio vuoto, 1943), nella Polonia ribelle del 1863 (Be-Ẓel Eẓ ha-Teliyyah, Nell'ombra del patibolo, 1944) e in Odessa intorno alla metà dell'Ottocento (Sippur beli Gibborim, Storia senza eroi, 1945).
Barak si distinse per i suoi saggi critici e anche come traduttore delle opere di Stendhal, Wassermann, Merežkovskij e Lermontov
.
Nel 1944 Barak ricevette il Premio Bialik per il suo romanzo Bechallal harik (Il vuoto, 1943).
Morì il 18 novembre 1944 a Gerusalemme e fu sepolto sul Monte degli Ulivi.